# Скандербег
Скандербег (Искандербег) (прозвище), или Георгий Кастриоти, Георг Кастриота (алб. Gjergj Kastrioti Skënderbeu; 6 мая 1405 — 17 января 1468) — правитель княжества Кастриоти (1443—1468 годы), вождь антиосманского албанского восстания, национальный герой Албании, воспеваемый в народных песнях.
Кастриот, сын албанского князька Иоанна Кастриота, воспитанный в мусульманской вере, участвовал в войне с сербами, и во многих сражениях выказал такое мужество, что турки прозвали его Скандер (Скандербеком), а в 1443 году он поднял восстание (бунт) в Албании и был провозглашенный албанскими старшинами вождём албанцев. Попытки турок овладеть Албанией были тщетны, и по миру в 1461 году османский султан Магомет признал его независимым государем Албании.

## Биография

### Молодые годы
Георгий был младшим сыном албанского князя Гьона (Иоанна) Кастриоти, который в венецианских документах упоминается как «могущественный албанский сеньор, почётный гражданин Венеции и Рагузы». Мать Георгия — Воисава — происходила из сербского дворянского рода. (need original source)
В раннем детстве Георгий был отдан султану Мураду II в качестве заложника. Там его принудили, как пленника, принять ислам. Он сделал офицерскую карьеру и прославился, сражаясь в войске османов, участвовал во многих сражениях и показывал такое мужество, что турки прозвали его Искандером, то есть Александром (имя Александра Македонского всегда было на Востоке синонимом героя).
После возвращения (побега) на родину Искандер-бей (в албанской транскрипции Скандербег) возглавил сопротивление османским оккупантам.

### Восстание
Побудительным мотивом для восстания албанцев во главе со Скандербегом явилось объявление 1 января 1443 года польским и венгерским королём Владиславом III крестового похода против турок, закончившегося 10 ноября 1444 года поражением крестоносцев под Варной и гибелью самого короля.
Когда 3 ноября 1443 года венгерский полководец Янош Хуньяди освободил от турок город Ниш, Скандербег отрёкся от ислама, вновь принял христианство и с 300 всадниками покинул турецкий лагерь. Прибыв в город Дибру, он призвал народ к восстанию за освобождение Албании. Через несколько дней Скандербег торжественно вступил в Крую и 28 ноября албанские старшины провозгласили его главой княжества Кастриоти и вождём всех албанцев. Вскоре он разбил турок на Чёрном Дрине, а затем, заключив союз с Венгрией, заставил Мурада II снять осаду албанского города Круя.

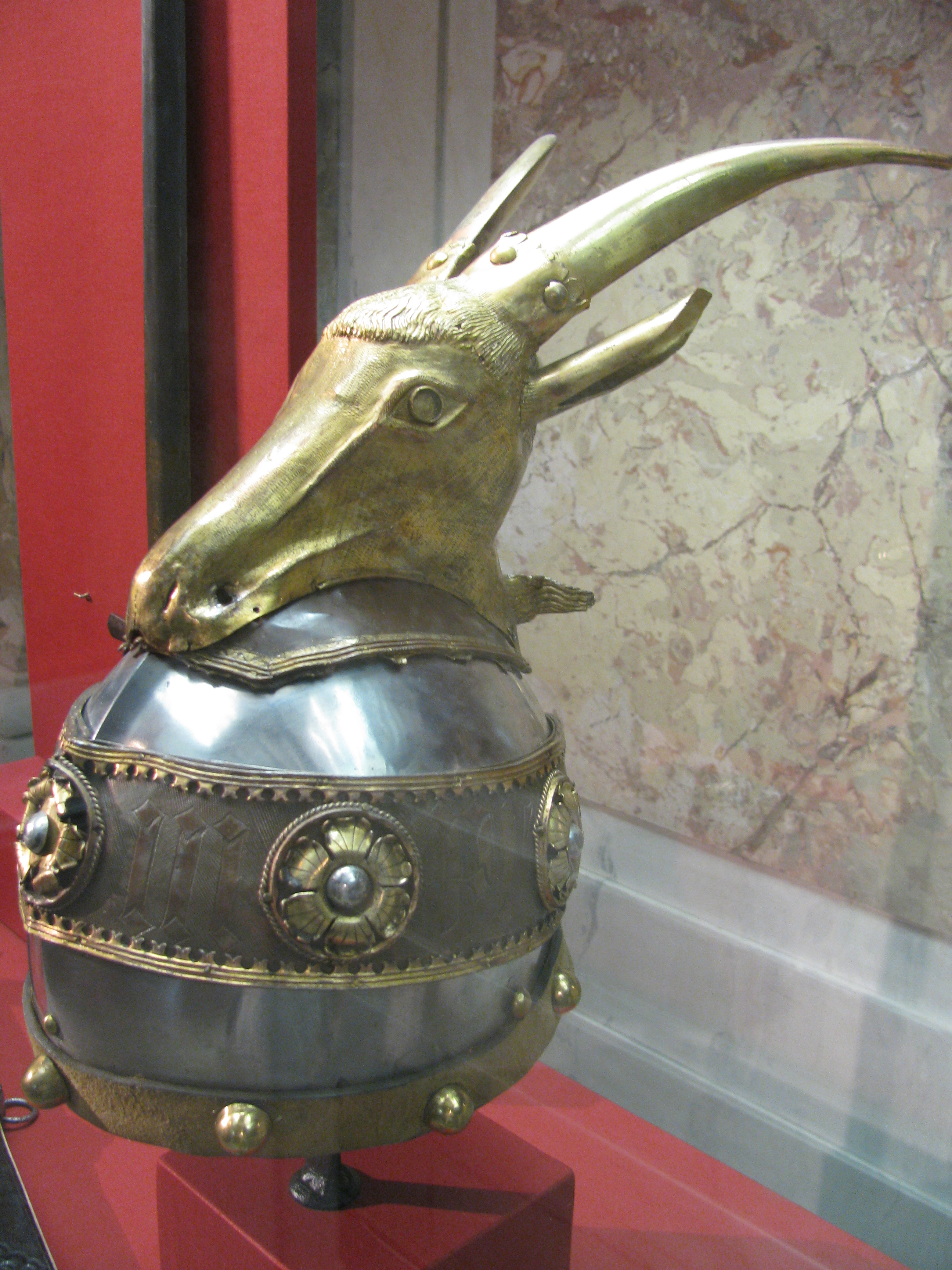
Шлем Скандербега

Заключив в 1444 году военно-политический союз с Венецией и албанскими князьями («Лежская лига») и располагая небольшим кавалерийским отрядом, базировавшимся в Круе, он развернул партизанскую войну в Северной Албании, нанеся поражение войскам османов в 1449 и 1451 годах. Правой рукой Скандербега стал князь Теодор Корона Музаки из албанского фиса Музаки.
В 1447–1448 годах Скандербегу пришлось воевать с Венецией, противодействовавшей установлению влияния Лежской лиги на Адриатическом побережье. Он добился заключения с Венецией договора, по которому Венеция разорвала союз с османским султаном и обязалась выплачивать Скандербегу 1400 дукатов ежегодно.
С неменьшим успехом Кастриоти сопротивлялся султану Мехмеду II и после взятия Константинополя турками в 1453 году заключил выгодный для Албании мир. В 1457 году Скандеберг в битве при Албулене добился одной из своих самых известных побед на османами. В 1461 году султан (падишах) Мехмед II официально признал Скандербега правителем Албании.
Неаполитанский король Фердинанд I пожаловал Георгию Кастриоти титул герцога Сан-Пьетро в награду за помощь против Рене Анжуйского, оказанную в 1460—1462 годах. В 1463 году Скандербег разорвал, по благословению папы Пия II, мир с османами и снова нанёс им несколько весьма ощутимых поражений.
В 1467 году Мехмед II двинул против Скандербега, находившегося тогда в Венецианской Далмации, большую армию, под командованием Махмуд-паши Ангеловича. В течение 15 дней Махмуд-паша Ангелович преследовал отряды Скандербега. Скандербег же, уклоняясь от битвы, отступил в горы, а затем спустился к побережью и погрузил своих бойцов на венецианские галеры.
Мехмед II готов был двинуть против непокорного албанца все свои силы, но в 1468 году Георгий Кастриоти умер от малярии. За его смертью последовала смерть Албанского суверенитета.

Испокон веков каждый фис (клан) проводил собственную политику, заключая или расторгая союзы с другими фисами, с иностранными державами, с оккупационной властью… Лишь однажды в истории, а именно в 1444 году великий полководец Георгий Кастриот Скандербег (албанец-католик) сподобился сделать Албанию сильной и крепкой страной. Но в 1478 году (через 11 лет после смерти Скандербега) Албания была – вслед за Сербией, Болгарией, Византией и Боснией — завоёвана турками и надолго утратила независимость.— Кирилл Козубский.

## Память

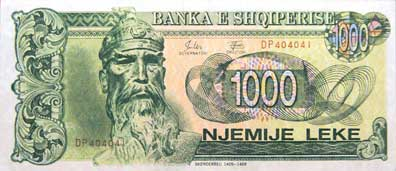
Скандербег на албанской банкноте 1000 лек

- Первую светскую биографию Скандербега написал албанский историк Марин Барлети; (1450—1512), опубликовавший в 1510 году в Риме «Историю жизни и подвигов Скандербега, князя эпиротов».
- Первую церковную биографию Скандербега под названием «Georgius Castriotus Epirensis, vulgo Scanderbegh» в 1636 году написал албанский католический епископ Франг Барди.
- В городе Круя действует музей Скандербега, и там ему установлен памятник.
- В память о Скандербеге именем Искандер-бей современники называли авантюриста Ильинского.
- Во время Второй мировой войны имя Скандербега носила 21-я горная дивизия СС «Скандербег», комплектовавшаяся из албанцев. Также имя Скандербега носит дивизия в составе Албанской национальной армии.
- В Советском Союзе режиссёром С. Юткевичем был снят художественный фильм «Великий воин Албании Скандербег» (Мосфильм, 1953).
- В албанской Суперлиге выступает футбольный клуб, названный в честь Скандербега. На эмблеме клуба изображён шлем Скандербега.
- В албанском посёлке Чифти (Чивита) на юге Италии стоит памятник Скандербегу.
- Памятник Скандербегу установлен в Тиране.
- Памятник Скандербегу установлен в столице Республики Косово Приштине.
- Памятник Скандербегу установлен в столице Северной Македонии Скопье.
- Памятник Скандербегу есть на площади Prévost-Delaunay в Брюсселе
- Памятник Георгию Кастриоти (Скандербегу) стоит в Риме на площади Албании.
- Памятник Георгию Кастриоти (Скандербегу) стоит в Лондоне в районе Вест-Энд.
- Памятник Георгию Кастриоти (Скандербегу) установлен напротив Дома культуры в с. Каракурт Одесской обл. Украины.